# Georg Meier (Schachspieler)
Georg Meier (* 26. August 1987 in Trier) ist ein deutsch-uruguayischer Großmeister im Schach. Bis Oktober 2021 spielte er für den deutschen Schachbund. Wegen des Verhaltens des DSB bei seinem Konflikt mit der deutschen Spitzenspielerin Elisabeth Pähtz wechselte er zum uruguayischen Schachverband.

## Leben
Die Großeltern von Georg Meier wanderten als Flüchtlinge vor dem Holocaust nach Uruguay aus. Seine Großmutter war Jüdin und lebte zuvor in Hamburg. Georg Meier erlernte das Schachspielen, als er drei Jahre alt war. Die Schachregeln brachte ihm seine Mutter bei. Georg Meier wuchs in Trier auf. Trainiert wurde er zwischenzeitlich von Lev Gutman und ab 2002 von Vladimir Chuchelov. Aufgrund eines Konfliktes mit dem DSB wechselte er 2021 zum Schachverband Uruguay. Dieser Wechsel wurde dadurch erleichtert, dass seine Mutter gebürtige Uruguayerin ist.

## Erfolge

### Einzelturniere
2003 wurde er erst deutscher Jugendinternetmeister (U18) und dann in Willingen (Upland) deutscher U16-Meister. Im August 2006 gewann er ein First Saturday GM-Turnier in Budapest. Bei der Europameisterschaft 2007 in Dresden blieb er nur einen halben Punkt hinter dem Gewinner Vladislav Tkachiev. Im Juli 2007 gewann er in Frankfurt-Kalbach die offene Hessische Schnellschachmeisterschaft. Auch bei der 10. Europameisterschaft 2009 in Budva blieb er einen halben Punkt hinter der Spitze zurück und erreichte mit 7,5 Punkten aus 11 Partien den 12. Platz. Die deutsche Jugendinternetmeisterschaft (U25) gewann er im selben Jahr. Im Dezember 2009 gewann er das Turnier Ciudad de Pamplona (Kategorie 13) dank besserer Feinwertung vor den punktgleichen Julio Ernesto Granda Zúñiga, Viktor Láznička und Kiril Georgiew, im Juli 2010 das ZMDI-Open in Dresden und im Dezember 2010 das 34. Zürcher Weihnachtsopen. Bei den europäischen Makkabiot 2011 in Wien und 2015 in Berlin gewann Meier die Goldmedaille im Schach, ebenso bei der internationalen Makkabiade 2017 in Jerusalem.
Im Mai 2023 gewann Meier die amerikanische Kontinentalmeisterschaft in Juan Dolio, Dominikanische Republik. Damit qualifizierte er sich auch für den Schach-Weltpokal 2023. Er gewann dort in Runde 1 gegen seinen nunmehrigen Landsmann Bernardo Roselli Mailhe und schied in Runde 2 gegen den Spanier Jaime Santos Latasa aus.

### Nationalmannschaft
Georg Meier war Kaderspieler des Deutschen Schachbundes, von 2010 bis 2013 gehörte er zum A-Kader. Bis zu seinem Föderationswechsel im Oktober 2021 hat er 123 Länderspiele für Deutschland absolviert. Dreimal nahm er mit der deutschen Nationalmannschaft am Mitropa-Cup teil, einem bedeutenden Ländernachwuchsturnier. Im Mai 2007 in Szeged konnte Deutschland den 3. Platz belegen, wobei Meier an Brett 2 mit 4,5 aus 8 eine positive Gesamtperformance beisteuerte. An der Schacholympiade 2008 in Dresden nahm er für die Mannschaft Deutschland II am Spitzenbrett teil, dabei holte er 7 Punkte aus 9 Partien bei einer Elo-Leistung von 2779. 2012, 2014, 2016 und 2018 nahm er erneut an der Schacholympiade teil. Bei den Europameisterschaften 2009 in Novi Sad, 2011 in Porto Carras, 2013 in Warschau und 2015 in Reykjavík sowie 2017 in Limenas Chersonisou spielte er am zweiten Brett der deutschen Mannschaft, bei der Mannschafts-EM 2019 in Batumi am vierten Brett. Die Europameisterschaft 2011 gewann er mit dem deutschen Team, wobei er die entscheidende Partie in der letzten Runde gegen Sergej Movsesjan gewann. Bei der Mannschaftsweltmeisterschaft 2013 in Antalya spielte er am zweiten Brett der deutschen Mannschaft.

### Vereinsmannschaften

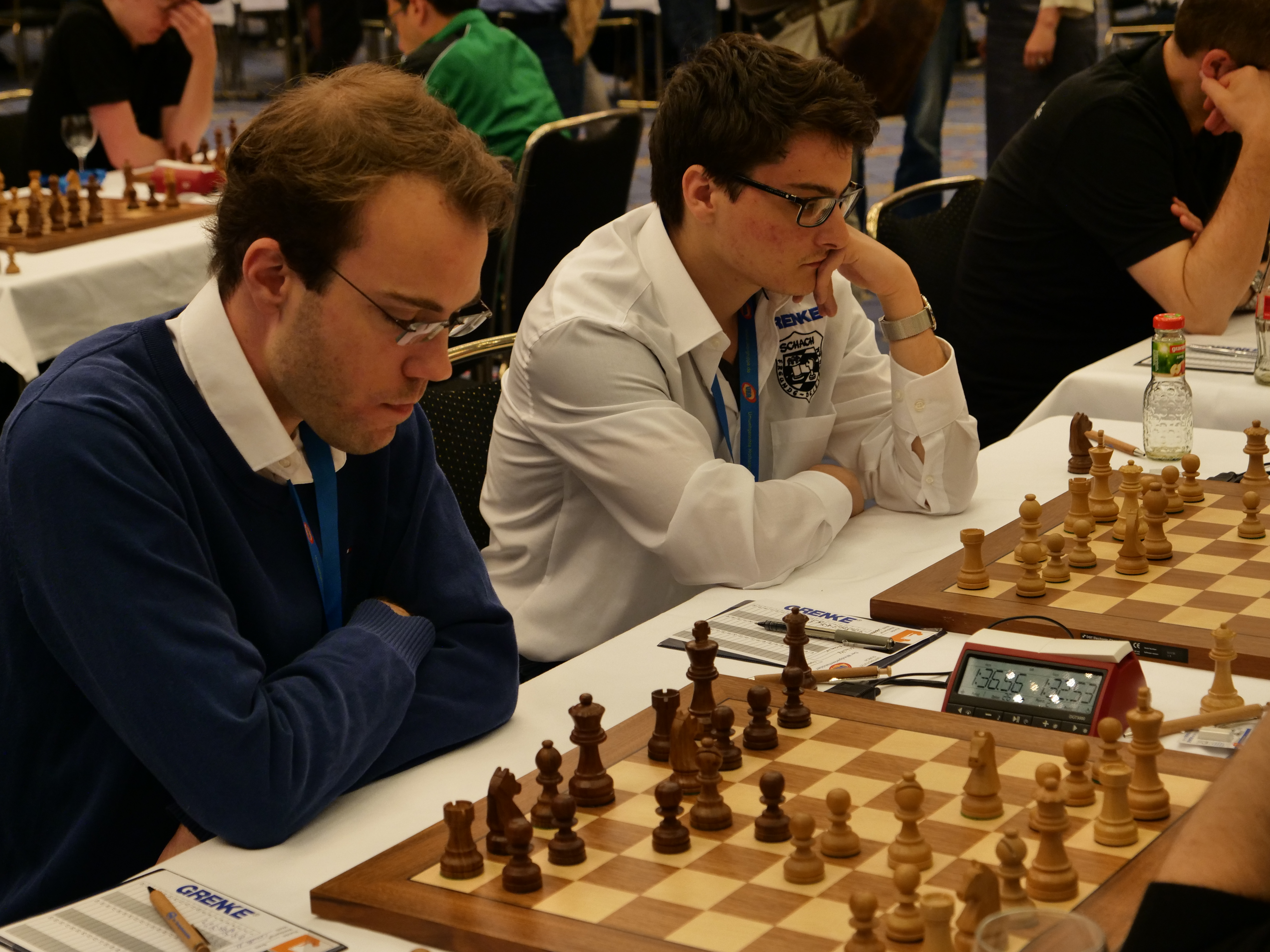
Mit Maxime Lagarde für die Schachfreunde Deizisau in der Bundesliga-Endrunde 2018

Sein erster Verein war als Neunjähriger der Trierer SK Zewen, dann wechselte er zum SC Trier-Süd, später zum SC Bann. Seit der Saison 2005/06 spielte er für den Schachclub Eppingen in der deutschen Schachbundesliga; zur Saison 2007/08 wechselte er zu Werder Bremen, in der Saison 2010/11 und erneut von der Saison 2013/14 bis zur Saison 2016/17 sowie in der Saison 2021/22 spielte Meier bei der OSG Baden-Baden, mit der er 2011, 2014, 2015, 2017 und 2022 deutscher Mannschaftsmeister wurde. Von 2017 bis 2021 spielte er für die SF Deizisau, seit 2022 für den SC Viernheim. Zum ersten Mal in der österreichischen Schachbundesliga spielte er in der Saison 2009/10 am ersten Brett der SG Holz Dohr Semriach. In der Saison 2010/11 spielte er dort für den SK Advisory Invest Baden. Meier war auch in der luxemburgischen 1. Liga aktiv. In Frankreich spielte er für Vandoeuvre-Echecs, in Spanien für Mérida Patrimonio und Escola d’Escacs de Barcelona und in Belgien für Fontaine. In der schwedischen Elitserien spielte Meier in der Saison 2015/16 für den SK Team Viking, von 2016 bis 2018 trat er für die Mannschaft von Malmö AS an, mit der er 2018 Meister wurde.

### Titel und Rating
Meier ist seit Juli 2007 Großmeister. Die erste GM-Norm sicherte er sich beim Turniersieg in Budapest, die zweite erreichte er mit seinem Ergebnis von 8 aus 13 in der Schachbundesliga 2006/07. Die dritte GM-Norm erzielte er bei der Europameisterschaft in Dresden im April 2007. Seine höchste Platzierung in der Weltrangliste war der 65. Platz im September 2009, punktgleich mit Ernesto Inarkijew und Liviu-Dieter Nisipeanu.

## Wechsel nach Uruguay
Im Oktober 2021 verließ Meier den Deutschen Schachbund und spielt seitdem für Uruguay, obwohl er nach eigenem Bekunden lieber weiter für Deutschland spielen würde. Ein Grund hierfür waren seit längerem schwelende Animositäten zwischen ihm und der deutschen Spitzenspielerin Elisabeth Pähtz, die im April 2020 in einem grob beleidigenden Beitrag von Pähtz auf Twitter gipfelten. Meier konnte den DSB dazu bewegen, Pähtz aufzufordern, den Tweet zu löschen, was diese auch tat, ihn aber kurz danach wieder einstellte. Danach veröffentlichte sie auf ihrem YouTube-Kanal drei Videos, in denen sie unter Überschriften wie „Arroganz oder schwacher Charakter?“ Niederlagen von Meier analysierte und ihn in herabsetzender Weise beurteilte. Pähtz verklagte Meier außerdem wegen der Veröffentlichung von Beleidigungen aus einem privaten Chat und erhielt vor dem Amtsgericht Erfurt Recht. Meier machte dem DSB Vorwürfe, aus opportunistischen Gründen keine Sanktionen gegen seine Spitzenfrau Pähtz ergriffen zu haben. Auch beklagte er die große Rückständigkeit in den Strukturen des DSB und dessen abgeschottete Funktionärsmentalität.